# 奇努
奇努是哥倫比亞的城鎮，位於該國西北部，由科爾多瓦省負責管轄，距離首府蒙特里亞94公里，面積624平方公里，海拔高度103米，2005年人口43,331。

## 外部連結
- （西班牙文） Gobernacion de Cordoba - Chinú[永久]

9°05′N 75°20′W / 9.083°N 75.333°W